# Hanna Thompson
Hanna Thompson (n. 1 noiembrie 1983, Rochester, New York, SUA) este o scrimeră americană, medaliată olimpică. A participat la o ediție a Jocurilor Olimpice (2008) în care a câștigat o medalie de argint.

## Participări
Lista de mai jos prezintă principalele competiții la care a participat Hanna Thompson de-a lungul carierei.
- Floretă feminin pe echipe la Jocurile Olimpice de vară din 2008